# Liljeborgia macronyx
Liljeborgia macronyx är en kräftdjursart som först beskrevs av Georg Ossian Sars 1894.  Liljeborgia macronyx ingår i släktet Liljeborgia, och familjen Liljeborgiidae. Arten är reproducerande i Sverige.